# Parodia microsperma
Parodia microsperma är en kaktusväxtart som först beskrevs av Frédéric Albert Constantin Weber, och fick sitt nu gällande namn av Carlos Luis Spegazzini. Parodia microsperma ingår i släktet Parodia och familjen kaktusväxter.

## Underarter
Arten delas in i följande underarter:
- P. m. horrida
- P. m. microsperma

## Bildgalleri

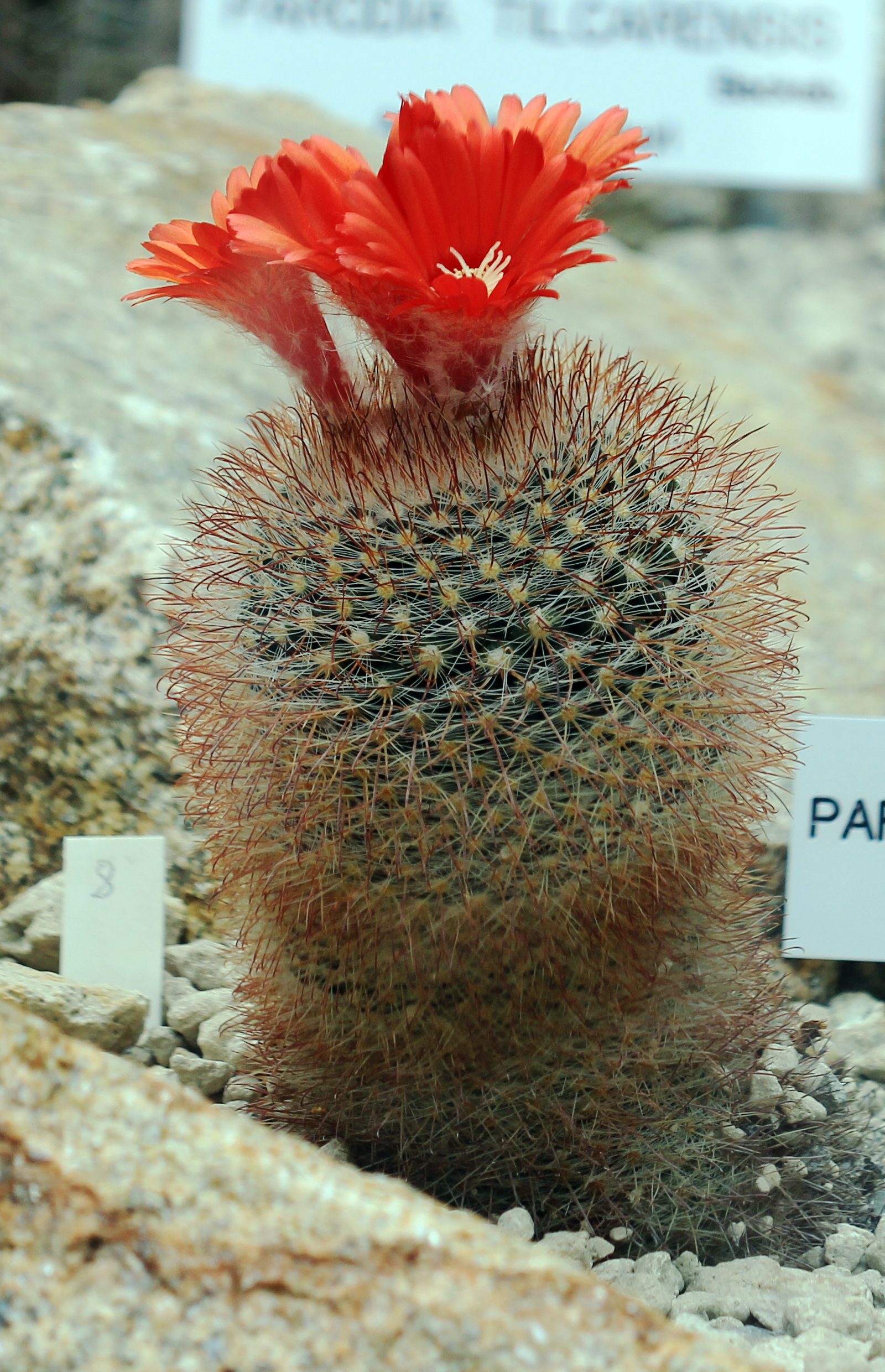
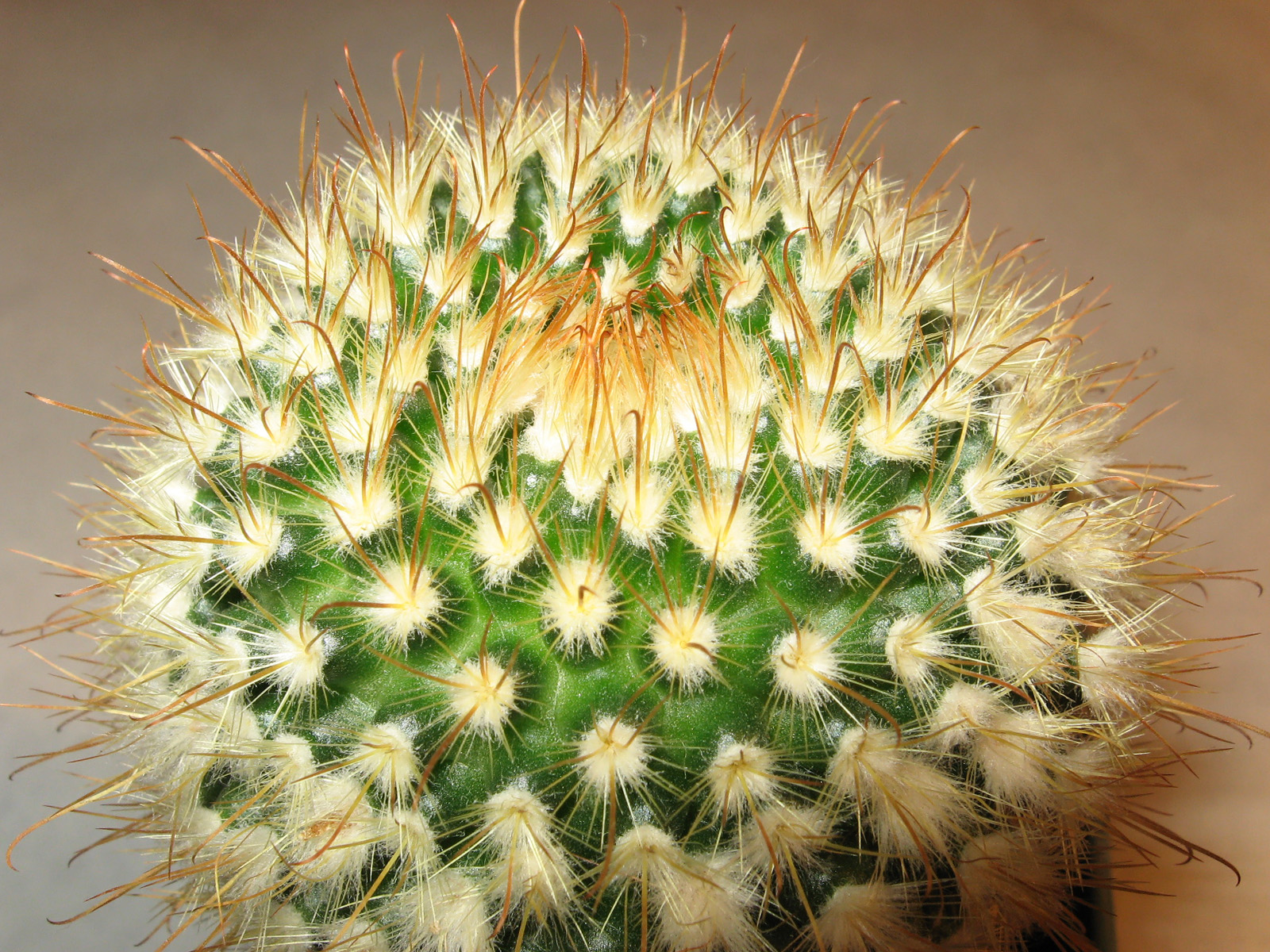
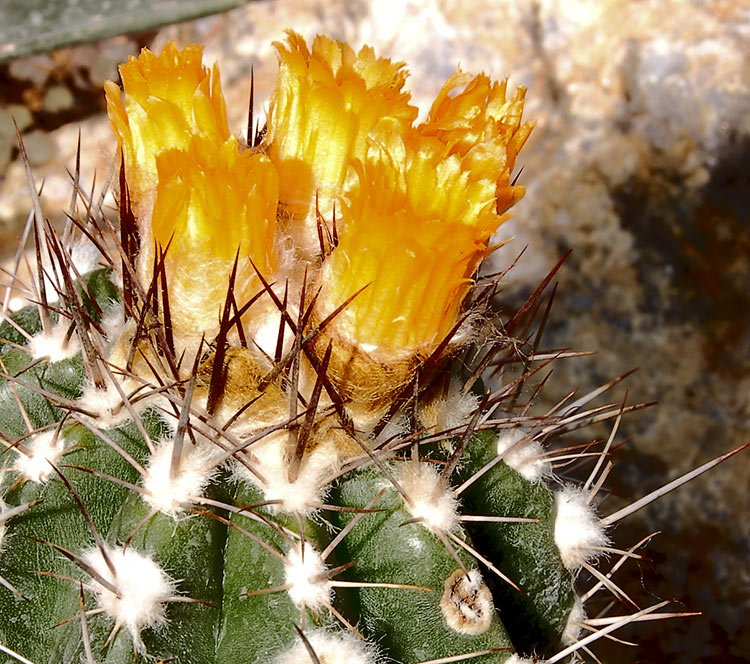
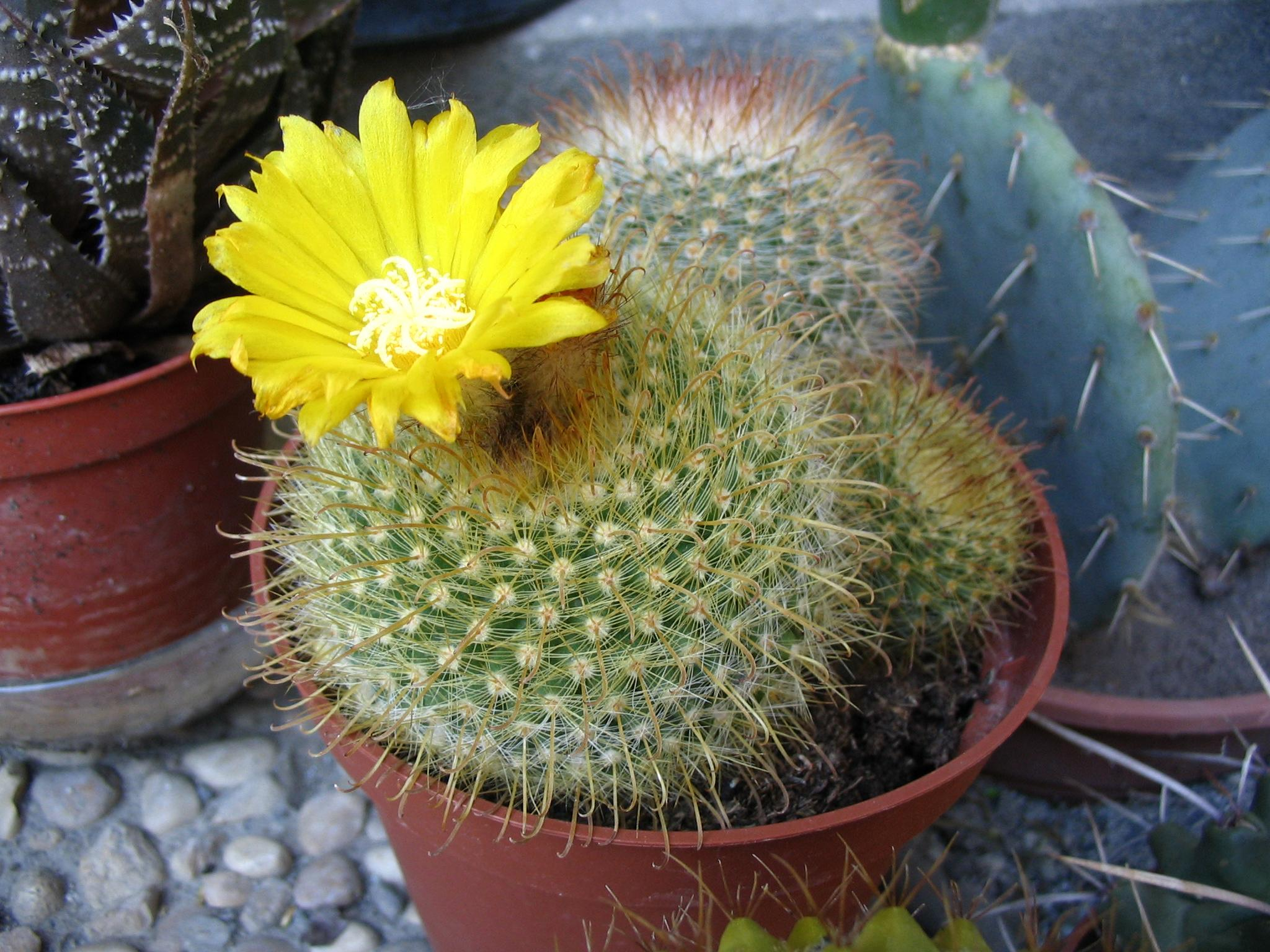
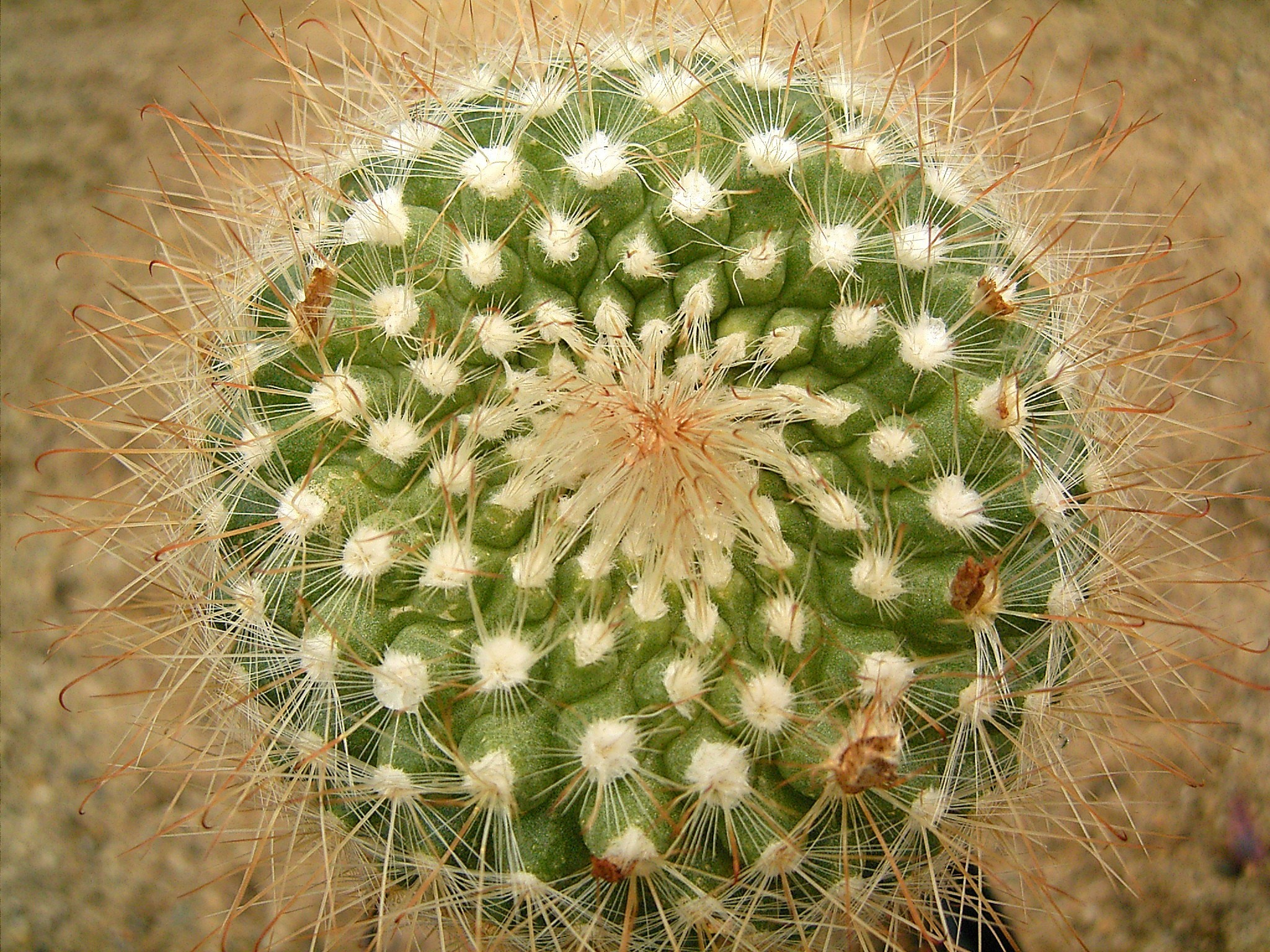
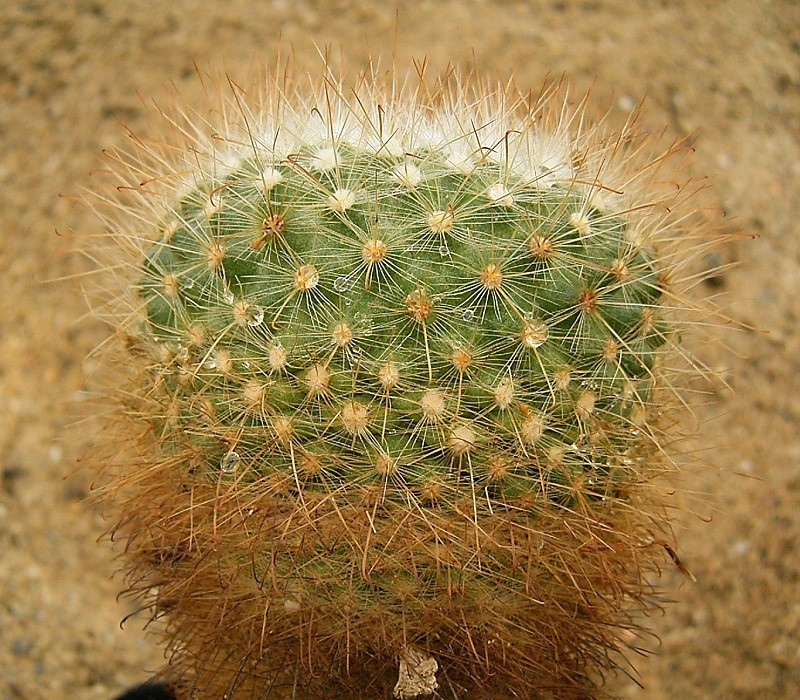